# Selvatico Boiardo

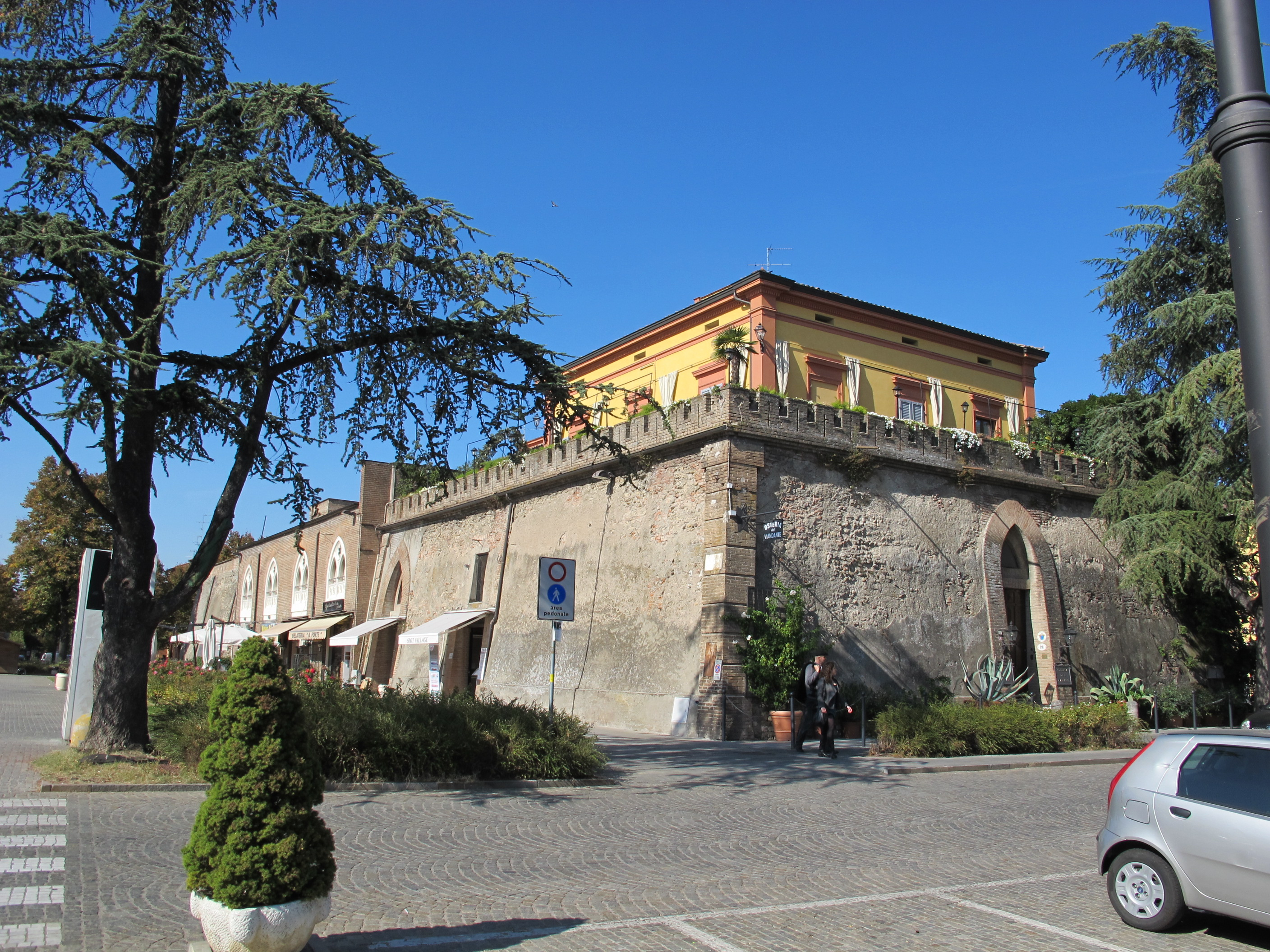
Castello di Rubiera

Selvatico Boiardo (... – 1397 circa) è stato un nobile e condottiero italiano di parte guelfa.

## Biografia
Era figlio di Gherardo I e signore di Rubiera, il cui castello era soggetto alla giurisdizione di Reggio, nelle mani di Feltrino Gonzaga. Nel 1354 Selvatico, approfittando della prigionia di Feltrino voluta da Cangrande II della Scala, se ne impadronì e lo consegnò ai Visconti, che lo premiarono con una pensione. Selvatico intavolò nel 1362 col legato pontificio cardinale Egidio Albornoz, che riconosceva ad esso la sovranità su tutti i luoghi già in possesso dei Boiardo: il Boiardo scacciò dal castello i soldati di Bernabò Visconti e vi introdusse quelli della lega guelfa. A quel tempo militava al servizio dei Carraresi ma passò sotto le insegne di Niccolò II d'Este, Marchese di Ferrara e Modena, che gli riconfermò tutti i privilegi. Nel 1367 accompagnò il marchese a Roma, che si assicurò la protezione di papa Urbano V. 
Selvatico partecipò attivamente alla politica espansionistica degli Estensi, alla conquista di Reggio nel 1371, di Faenza nel 1377 nelle mani dei Manfredi e nel 1395 di Sassuolo e Fiorano contro i Della Rosa. 
Trascorse molti anni alla corte dei signori di Ferrara che, per i suoi servizi, lo ricompensarono di molti beni. Morì nel 1397 circa.

## Discendenza
Ebbe sei figli:
- Gherardo II (?-1413 circa), uomo d'armi al servizio degli Estensi
- Ugo (?-1419 circa), uomo d'armi al servizio degli Estensi
- Beatrice, sposò Filippo de' Roberti e Gherardo Rangoni
- Maffeo, uomo d'armi al servizio degli Estensi
- Francesco, podestà di Siena e Firenze
- Pietro (?- dopo 1431), vescovo di Modena e vescovo di Ferrara